# Década de 2070
Conforme padronização da norma internacional para representação de data e hora da Organização Internacional de Padronização (ISO), a década de 2070, também referida como anos 2070, década de 70 ou ainda anos 70, compreende o período de tempo entre 1 de janeiro de 2070 e 31 de dezembro de 2079.[carece de fontes?]

## Esporte
2070
- Jogos Olímpicos de Inverno de 2070.

- Copa do Mundo FIFA de 2070.

2071
- Copa do Mundo de Futebol Feminino de 2071.

2072
- Jogos Olímpicos de Verão de 2072.

2074
- Jogos Olímpicos de Inverno de 2074.

- Copa do Mundo FIFA de 2074.

2075
- Copa do Mundo de Futebol Feminino de 2075.

2076
- Jogos Olímpicos de Verão de 2076.

2078
- Jogos Olímpicos de Inverno de 2078.

- Copa do Mundo FIFA de 2078.

2079
- Copa do Mundo de Futebol Feminino de 2079.